# Wüstemark (Rabenstein/Fläming)
Wüstemark ist ein Gemeindeteil des Ortsteils Garrey der Gemeinde Rabenstein/Fläming im Landkreis Potsdam-Mittelmark in Brandenburg.

## Lage
Der Ort liegt südwestlich von Garrey. Nordöstlich von Wüstemark befindet sich der weitere Ortsteil Klein Marzehns. Die A 9 verläuft nordöstlich dieses Ortsteils von Südwesten kommend in nordöstlicher Richtung. Im Süden und Osten des Ortes verläuft die Landesgrenze zu Sachsen-Anhalt. Die Flächen im Nordosten sind bewaldet; die übrigen Flächen werden vorzugsweise landwirtschaftlich genutzt.

## Geschichte
Das ursprüngliche Dorf wurde im Jahr 1388 als uf 9 Welsicker Hufen urkundlich erwähnt. Die Dorfstelle des mittelalterlichen Dorfes ist jedoch bislang unbekannt. Die Dorflage wird durch den Flurnamen Welsigke gekennzeichnet. Das Dorf war zu dieser Zeit bereits wüst gefallen. Die Familie Gertitz besaß Hebungen auf neun wüsten Hufen zu Welsigke, die zu Garrey gehörten. Im Jahr 1419/1420 gab es einen Richter, der die (wüste) Gerichtsbarkeit mit drei Hufen besaß. Das Dorf gehörte vor 1426 bis um 1550/1552 zur Vogtei bzw. Pflege bzw. Amt Rabenstein. Im Jahr 1506 besaß ein Einwohner aus Garrey die wüste Gerichtsbarkeit zu Welsigke mit drei freien Lehhufen. Ein weiterer Einwohner besaß zwei freie Lehnhufe, ein Einwohner eine Hufe.
Um 1550 wurde der Ort als Welßgendorff erneut urkundlich erwähnt und kam um 1550/1552 bis 1872 zum Amt Belzig-Rabenstein. In dieser Zeit wurden um 1550 insgesamt 12 Hufen auf der wüsten Feldmark gezählt. Im Jahr 1565 bewirtschaftete ein Einwohner auf Garrey vier wüste Hufen. Ein weiterer Einwohner bewirtschaftete zwei Hufen, drei Einwohner je eine wüste Hufe. Im Jahr 1591 hatte sich an dieser Konstellation nicht viel geändert: Ein Einwohner besaß vier wüste Hufen, ein Einwohner drei Hufe und zwei Einwohner (darunter eine Pfarrhufe) je zwei Hufen. Zwei weitere Einwohner bewirtschafteten je eine wüste Hufe, so dass insgesamt 13 wüste Hufen bewirtschaftet wurden.
Im Jahr 1682 wurden nur noch 12 wüste Hufen unter Garrey geführt, ebenso im Jahr 1718. Auf jeder Hufe wurden 3 Dresdner Scheffel Aussaat ausgebracht. Im Jahr 1822 wurde erneut von 13 wüsten Hufen berichtet, darunter 10 Lehnhufen und eine Pfarrhufe. Um 1840 entstand auf der wüsten Feldmark ein Abbau, der nach Garrey eingepfarrt war. Im Jahr 1858 standen in Wüstemark vier Wohnhäuser; 1895 waren es drei Wohnhäuser. Die Schreibweise änderte sich in Wüstemark Welsigke im Jahr 1888 auf Wüstemark im Jahr 1958.

## Bevölkerungsentwicklung
| Jahr      | 1858 | 1871 | 1885 | 1895 | 1905 | 1925 |
| Einwohner | 25   | 19   | 10   | 16   | 20   | 33   |